# 제7회 전국동시지방선거 자유한국당 후보 경선
대한민국 제7회 지방 선거 자유한국당 후보 경선은 대한민국 제7회 지방 선거를 위해 자유한국당의 후보를 선출하는 절차를 말한다.

## 광역자치단체장
| 광역자치단체장     | 자유한국당 후보 | 선출 방식 |
| ------------------ | --------------- | --------- |
| 서울특별시장       | 김문수          | 전략 공천 |
| 부산광역시장       | 서병수          | 단수 추천 |
| 대구광역시장       | 권영진          | 경선      |
| 인천광역시장       | 유정복          | 단수 추천 |
| 대전광역시장       | 박성효          | 단수 추천 |
| 울산광역시장       | 김기현          | 단수 추천 |
| 세종특별자치시장   | 송아영          | 단수 추천 |
| 경기도지사         | 남경필          | 단수 추천 |
| 강원도지사         | 정창수          | 단수 추천 |
| 충청북도지사       | 박경국          | 단수 추천 |
| 충청남도지사       | 이인제          | 전략 공천 |
| 경상북도지사       | 이철우          | 경선      |
| 경상남도지사       | 김태호          | 전략 공천 |
| 제주특별자치도지사 | 김방훈          | 단수 추천 |

### 서울특별시장
|                                            |
| 제32·33대 경기도지사 제15·16·17대 국회의원 |

### 인천광역시장
| |
| 제14대 인천광역시장 제1대 안전행정부 장관 제3대 농림수산식품부 장관 제1·2대 김포시장 제33·35대 김포군수 제5대 인천 서구청장 제17·18·19대 국회의원 한나라당 제1정책조정위원장 |

### 경기도지사
| |
| 제34대 경기도지사 제15·16·17·18·19대 국회의원 한나라당 최고위원 제18대 국회 외교통상통일위원회 위원장 |

### 강원도지사
| |
| 제24대 한국관광공사 사장 제5대 인천국제공항공사 사장 제2대 국토해양부 제1차관 국토해양부 기획조정실장 |

### 대전광역시장
|                                                                                      |
| 제19대 국회의원 제8대 대전광역시장 제19대 국회 안전행정위원회 위원 한나라당 최고위원 |

### 세종특별자치시장
|                            |
| 자유한국당 중앙당 부대변인 |

### 충청남도지사
| |
| 자유한국당 상임고문 제13·14·16·17·18·19대 국회의원 선진통일당 대표최고위원 새누리당 최고위원 국민신당 상임고문 새천년민주당 최고위원 제10대 노동부 장관 제29대 경기도지사 |

### 충청북도지사
|                                                             |
| 제2대 안전행정부 제1차관 제9대 국가기록원장 제30대 단양군수 |

### 광주광역시장
|          |
| 청원경찰 |

### 부산광역시장
| |
| 제18대 부산광역시장 제16·17·18·19대 국회의원 제12대 부산광역시 해운대구청장 제2대 새누리당 사무총장 한나라당 최고위원 국회 기획재정위원회 위원장 |

### 대구광역시장
|                                                   |                                                                  |                                 | |
| 제25·26대 대구광역시 동구청장 자유한국당 최고위원 | 제33대 대구광역시장 제18대 국회의원 제39대 서울특별시 정무부시장 | 제15·16대 대구광역시 수성구청장 | 제2대 농림축산식품부 장관 제16대 한국농수산식품유통공사 사장 제3대 농림수산식품부 제1차관 제22대 농촌진흥청장 |

| 순위 | 기호 | 이름   | 득표율 |
| ---- | ---- | ------ | ------ |
| 1    | 2    | 권영진 | 50.0%  |
| 2    | 1    | 이재만 | 30.3%  |
| 3    | 3    | 이진훈 | 14.2%  |
| 4    | 4    | 김재수 | 5.4%   |
| 합계 |      |        |        |

### 울산광역시장
|                                                                                            |
| 제6대 울산광역시장 제17·18·19대 국회의원 국회 여성가족위원회 간사 국회 지식경제위원회 간사 |

### 경상남도지사
|                                                                             |
| 제18·19대 국회의원 제32·33대 경상남도지사 제36대 거창군수 새누리당 최고위원 |

### 경상북도지사
|                       |                                                              | |                                                                  |
| 제19·20·21대 구미시장 | 제18·19·20대 국회의원 제16대 특허청장 제10대 기획재정부 차관 | 제18·19·20대 국회의원 자유한국당 최고위원 자유한국당 사무총장 제20대 국회 정보위원회 위원장 경상북도 前 정무부지사 | 제19·20대 국회의원 제9대 행정자치부 장관 제8대 새누리당 사무총장 |

| 순위 | 기호 | 이름   | 득표율 |
| ---- | ---- | ------ | ------ |
| 1    | 3    | 이철우 | 32.6%  |
| 2    | 2    | 김광림 | 29.9%  |
| 3    | 4    | 박명재 | 26.6%  |
| 4    | 1    | 남유진 | 11.0%  |
| 합계 |      |        |        |

### 제주특별자치도지사
|                           |
| 제주특별자치도 정무부지사 |

## 같이 보기
- 대한민국 제7회 지방 선거
- 대한민국 제7회 지방 선거 더불어민주당 후보 경선
- 대한민국 제7회 지방 선거 바른미래당 후보 경선
- 대한민국 제7회 지방 선거 민주평화당 후보 경선
- 대한민국 제7회 지방 선거 정의당 후보 경선